# Дольцаго
Дольцаго (итал. Dolzago) — коммуна в Италии, располагается в регионе Ломбардия, подчиняется административному центру Лекко.
Население составляет 2103 человека, плотность населения составляет 1052 чел./км². Занимает площадь 2 км². Почтовый индекс — 22042. Телефонный код — 0341.